# Andria
Andria é uma comuna italiana da região da Puglia, província de Barletta-Andria-Trani, com cerca de 99.356 habitantes (30/11/2019). Estende-se por uma área de 407 km², tendo uma densidade populacional de 226 hab/km². Faz fronteira com Barletta, Canosa di Puglia, Corato, Minervino Murge, Ruvo di Puglia, Spinazzola, Trani.

## Demografia
| Variação demográfica do município entre 1861 e 2011                               |
|                                                                                   |
| Fonte: Istituto Nazionale di Statistica (ISTAT) - Elaboração gráfica da Wikipedia |